# VRWRK
VRWRK (tot de zomer van 2017 voluit gespeld als Vuurwerk) is een Brusselse electroband, bestaande uit Thieu Seynaeve, Jergan Callebaut en (tot 2016) Sjam Janssens.
Vuurwerk is een van de projecten die ontstonden in het Run Tell Secrecy collectief. In 2010 werd onder die noemer reeds onder de noemer Jealov (hiphop) gewerkt, waarmee de ep's Framework en Translations werden uitgebracht. Omdat in het nieuwe werk meer dance-invloeden begonnen te sluipen, werd hierna geopteerd om verder te werken onder de naam Vuurwerk.
De band speelde onder meer op het Dour Festival, Boomtown, Lokerse Feesten of Pukkelpop.

## Discografie
- One (ep)
- Me (ep)
- Me+One (ep)
- Warrior (ep)